# Liste der Baudenkmale in Bilshausen
In der Liste der Baudenkmale in Bilshausen sind die Baudenkmale der niedersächsischen Gemeinde Bilshausen im Landkreis Göttingen aufgelistet. Der Stand der Liste ist das Jahr 1997.

## Bilshausen
In den Spalten befinden sich folgende Informationen:
- Lage: die Adresse des Baudenkmales und die geographischen Koordinaten. Kartenansicht, um Koordinaten zu setzen. In der Kartenansicht sind Baudenkmale ohne Koordinaten mit einem roten Marker dargestellt und können in der Karte gesetzt werden. Baudenkmale ohne Bild sind mit einem blauen Marker gekennzeichnet, Baudenkmale mit Bild mit einem grünen Marker.
- Bezeichnung: Bezeichnung des Baudenkmales
- Beschreibung: die Beschreibung des Baudenkmales. Unter § 3 Abs. 2 NDSchG werden Einzeldenkmale und unter § 3 Abs. 3 NDSchG Gruppen baulicher Anlagen und deren Bestandteile ausgewiesen.
- ID: die Objekt-ID des Baudenkmales
- Bild: ein Bild des Baudenkmales, ggf. zusätzlich mit einem Link zu weiteren Fotos des Baudenkmals im Medienarchiv Wikimedia Commons. Wenn man auf das Kamerasymbol klickt, können Fotos zu Baudenkmalen aus dieser Liste hochgeladen werden:

| Lage                                        | Bezeichnung                       | Beschreibung | ID       | Bild           |
| ------------------------------------------- | --------------------------------- | --- | -------- | -------------- |
| Friedensstraße 51° 37′ 52″ N, 10° 9′ 42″ O  | Gedenkstein                       | | 35238203 | BW             |
| Gartenstraße 1 51° 37′ 51″ N, 10° 9′ 39″ O  | Wohnhaus                          | Fachwerkbau des 18. Jahrhunderts | 35238223 | BW             |
| Hauptstraße 17 51° 37′ 55″ N, 10° 9′ 37″ O  | Wohnhaus                          | | 35238243 | BW             |
| Hessenberg 51° 37′ 42″ N, 10° 10′ 15″ O     | Kapelle                           | Die Klus wurde 1801 erbaut. Es ist ein kleiner Fachwerkbau. | 35238182 |                |
| Kapellenweg 51° 37′ 31″ N, 10° 9′ 37″ O     | Kapelle                           | Vierzehnheiligen-Kapelle | 35238263 |                |
| Kirchstraße 51° 37′ 56″ N, 10° 9′ 32″ O     | Pfarrkirche St. Cosmas und Damian | | 35238283 | Weitere Bilder |
| Kirchstraße 5 51° 37′ 54″ N, 10° 9′ 34″ O   | Wohnhaus                          | |          | BW             |
| Kirchstraße 7 51° 37′ 54″ N, 10° 9′ 34″ O   | Wohnhaus                          | |          | BW             |
| Kirchstraße 11 51° 37′ 54″ N, 10° 9′ 34″ O  | Wohnhaus                          | Fachwerkbau des 19. Jahrhunderts mit weitgehend ungestörtem Fachwerkgefüge | 35238348 | BW             |
| Lindenstraße 6 51° 37′ 49″ N, 10° 9′ 30″ O  | Wohnhaus                          | Fachwerkbau des 18. Jahrhunderts auf hohem Quadersockel | 35238368 |                |
| Lindenstraße 22 51° 37′ 49″ N, 10° 9′ 25″ O | Wohnhaus                          | Fachwerkbau des 18. Jahrhunderts | 35238388 | BW             |
| Mühlenstraße 2 51° 37′ 58″ N, 10° 9′ 35″ O  | Mühle                             | Zweigeschossiger Fachwerkbau in Rähmbauweise mit leichter Vorkragung, optisch gegliedert durch kurze Fußstreben und zusätzliche Riegel oberhalb der Eckstreben im oberen Stockwerk | 35238408 | Weitere Bilder |
| Ritterstraße 17 51° 37′ 54″ N, 10° 9′ 30″ O | Wohnhaus                          | Fachwerkbau des 19. Jahrhunderts mit weitgehend ungestörtem Fachwerkgefüge | 35238431 | Weitere Bilder |
| Sandweg 17 51° 37′ 56″ N, 10° 9′ 23″ O      | Wohnhaus                          | Fachwerkbau des 19. Jahrhunderts mit weitgehend ungestörtem Fachwerkgefüge | 35238451 | BW             |
| Sandweg 19 51° 37′ 56″ N, 10° 9′ 23″ O      | Wohnhaus                          | Fachwerkbau des 19. Jahrhunderts mit weitgehend ungestörtem Fachwerkgefüge | 35238471 | BW             |
| Sandweg 30 51° 37′ 58″ N, 10° 9′ 23″ O      | Wohn-/Wirtschaftsgebäude          | | 35238491 | BW             |
| Sandweg 31 51° 37′ 57″ N, 10° 9′ 22″ O      | Wohnhaus                          | | 35238511 | BW             |
| Sandweg 43 51° 37′ 56″ N, 10° 9′ 18″ O      | Wohnhaus                          | Fachwerkbau des 18. Jahrhunderts |          | BW             |
| 51° 37′ 34″ N, 10° 8′ 45″ O                 | Denkmal v. 1854 am Waldrand       | Gedenkstein | 35238162 | BW             |